# Ernest Gambart
Pour les articles homonymes, voir Gambart.
Ernest Gambart, né à Courtrai le 12 octobre 1814 et mort à Nice le 12 avril 1902, est un marchand et collectionneur d’art moderne belge, établi à Londres, et devenu citoyen britannique.

## Biographie
Jean Joseph Ernest Théodore Gambart est le fils de Joseph Théodore Gambart, imprimeur et libraire, et Euphrasie Cartellier de Courval.
Installé à Paris dans sa propre entreprise d'imprimerie et de fabrication de papier, il rejoint la maison Goupil, pour laquelle il établit une succursale à Londres en 1840.
Installé désormais dans la capitale britannique, il s'associe en 1842 avec M. Junin, et se lance dans l'édition et l'importation de tirages d'art lithographiques en couleurs destinés au marché européen. 
En 1846, il fonde la maison d'édition E. Gambart & Co. situé 25 Berners Street près d'Oxford Street. Il fonde vers 1850 The French Gallery.
Il contribue au succès et à la découverte de la peintre Rosa Bonheur en achetant et en exposant à Londres puis aux États-Unis son fameux tableau Le Marché aux chevaux.
Il épouse en 1851 Annie Baines, et le couple emménage sur Avenue Road, dans la villa Rosenstead.
Devenu un marchand de tableaux réputé sur la place londonienne, il est surnommé « le prince de l'art victorien ».
Après le décès de son épouse, Gambart se retire du marché de l'art, cède l'entreprise à son neveu, Léon Henri Lefèvre, puis devient consul d'Espagne à Nice.
L'architecte Sébastien-Marcel Biasini lui bâtit sa résidence d'hiver, un palais de marbre connu à Nice sous le nom de Les Palmiers et possède également une résidence d'été à Spa.
En 1894, il est élevé au rang d'officier de la Légion d'honneur, puis en 1898, dans l'Ordre royal de Victoria.
Il meurt chez lui, à Nice, âgé de 87 ans